# Zvon (skála)
Zvon je skála v Jizerských horách, součást Ostrého hřebene, který se nachází na severozápadním úbočí Poledníku (864 m n. m.). Řadí se mezi známé horolezecké lokality na severní straně těchto hor. Je rovněž označována za nejhezčí horolezeckou věž a současně za symbol jizerskohorských horolezců.

## Horolezecké dobývání vrcholu
Roku 1913 se o zdolání Zvonu pokoušeli horolezci z Frýdlantu pod vedením Franze Haupta. Ovšem neuspěli, neboť nepřešli přes první takzvanou polici. O osm let později (26. června 1921) se skupina kolem Haupta, jejímiž členy byli Rudolf Kauschka, Emil Löppen a Rudolf Tham, pokusila o výstup znovu a tentokrát uspěli. Téhož roku se navíc jinou cestou na vrchol dostali Bruno Ullrich a Ernst Hütter. Když lezci popáté stoupali na vrchol Zvonu (2. července 1922), osadili na vrcholu skály cepín s květem plesnivce alpského (Leontopodium alpinum) na štítu, na němž jsou uvedeny iniciály horolezců, jenž jako první dobyli tohoto vrcholu. Pomník vyrobil frýdlantský řemeslník Rudolf Fischer. Pod cepínem je uložena vrcholová kniha, v níž se každým rokem objevuje více než tři sta nových zápisů.
Na vrchol vede (podle údajů z roku 2004) celkem patnáct lezeckých cest. Dne 19. července 1952 Němec Wolfgang Ginzel spolu s Gustavem Ginzlem jako první slezli takzvanou severní stěnu. O pět let později, 21. dubna 1957, Josef Čihula premiérově úspěšně zvládl výstup obtížnou údolní cestu spárou, která od té doby nese jeho jméno. Alternativní trasou odvozenou od Čihulovy varianty dosáhli v roce 1986 vrcholu Zvonu Jan Mertlík a Hynek Mareš. Vlivem ulomení bloku na západní hraně skály, k němuž došlo působení vody a mrazu dne 25. února 1998, již ovšem tato cesta neexistuje. Místem, odkud se blok odlomil, vylezl na vrchol skály Petr Prachtel a stanovil tak novou cestu pojmenovanou „Výlom 98“ mající obtížnost VIb. Další z cest na vrchol, takzvaná Česká spára (klasifikována úrovní VIc), se řadí mezi nejobtížnější výstupy těchto hor. Dne 31. října 2004 navíc Zvon zlezli 
Luděk Šlechta, Václav Šatava a Petr Slanina novou trasou zvanou Bukolit mající obtížnost IXc.
Od přelomu sedmdesátých a osmdesátých let 20. století se poslední den v roce pořádá na skálu výstup vždy přesně o půlnoci na přelomu starého a nového roku.